# Hadena ptochica
Hadena ptochica är en fjärilsart som beskrevs av Rudolf Püngeler 1899. Hadena ptochica ingår i släktet Hadena och familjen nattflyn. Inga underarter finns listade i Catalogue of Life.